# Pascal Itter
Pascal Itter (* 3. April 1995 in Schwalmstadt) ist ein deutscher Fußballspieler, der im rechten Mittelfeld oder auf der Position des rechten Außenverteidigers eingesetzt werden kann.

## Vereinskarriere

### Anfänge
Itter begann 2000 beim TV Schierling, einem Sportverein aus Schierling, mit dem Fußballspielen. 2009 wechselte er in das Nachwuchsleistungszentrum des 1. FC Nürnberg; 2013 ging er in das Nachwuchsleistungszentrum des FC Schalke 04.

### FC Schalke 04
Bei der U-19 von Schalke avancierte Itter gleich zum Stammspieler und wurde Mannschaftskapitän.  Wurde er anfänglich noch als rechter Außenverteidiger eingesetzt, plante Norbert Elgert ihn im Laufe der Saison als rechter Mittelfeldspieler ein. Mit dieser Maßnahme sollte Itter mehr am Offensivspiel der Mannschaft teilnehmen und sich in diesem Bereich auch verbessern. Itter schaffte es mit seiner Mannschaft ins Halbfinale der UEFA Youth League, einem europäischen Wettbewerb für Junioren. Daneben schaffte es die Mannschaft auch ins DFB-Junioren Finale. Im März 2013 unterschrieb Itter einen Profivertrag der bis zum 30. Juni 2017 gilt. In der Saison 2014/15 wurde er zwar als Spieler der Profimannschaft geführt, kam aber nur ausschließlich in der zweiten Mannschaft in der Fußball-Regionalliga West zum Einsatz.

### SV Grödig
Zur Saison 2015/16 wurden mit Júnior Caiçara und Sascha Riether zwei Spieler für die Position des rechten Außenverteidigers verpflichtet; zudem stand mit Atsuto Uchida ein weiterer rechter Außenverteidiger im Kader. Aufgrund mangelnder Perspektive wechselte Itter zum österreichischen Fußball-Bundesligisten SV Grödig. Dort unterschrieb er einen Vertrag bis zum 30. Juni 2017. Am 15. August 2015 kam er zu seinem ersten Bundesligaeinsatz, als er beim Spiel gegen den Wolfsberger AC in der Startaufstellung stand. In den folgenden zwei Ligaspielen gegen Rapid Wien und die SV Ried kam er im rechten Mittelfeld zum Einsatz. Danach wurde er für den Kader nicht mehr berücksichtigt. Am 31. Oktober 2015 spielte er für die zweite Mannschaft gegen den SV Straßwalchen in der viertklassigen Salzburger Liga. Erst am 8. November 2015, dem 15. Spieltag, durfte er wieder für die Profimannschaft spielen. In den letzten fünf Spielen im Jahr 2015 kam er zu vier Einsätzen als rechter Außenverteidiger jeweils über die volle Spielzeit.

### SC Paderborn 07, Chemnitzer FC
Nachdem Grödig sich aus dem Profifußball zurückgezogen hatte, kehrte Itter im Sommer 2016 nach Deutschland zurück, wo er beim Drittligisten SC Paderborn 07 einen bis Juni 2018 gültigen Vertrag erhielt. Nach zwölf Einsätzen in der Hinrunde zog er sich im Februar 2017 einen Kreuzbandriss zu und fiel für den Rest der Saison aus.
Zum Ende der Saison lief sein Vertrag in Paderborn aus und Itter schloss sich dem Chemnitzer FC an.

### SC Fortuna Köln
In der Winterpause 2020/21 wurde Itter vom Regionalligisten SC Fortuna Köln verpflichtet. Gleich im ersten Spiel nach der Winterpause stand er gegen den SV Bergisch Gladbach 09 in der Startelf.
Im Sommer 2022 wechselte er zum Ligakonkurrenten Rot Weiss Ahlen.

## Nationalmannschaft
Sein U-16-Nationalmannschaft-Debüt gab Itter am 15. Oktober 2010 beim Freundschaftsspiel gegen Nordirland in Göttingen. Am 24. August 2011 gegen die Türkei (4:0) gab er sein Debüt in der U-17-Nationalmannschaft. Mit der U-17 schaffte er es bei der U-17-Europameisterschaft in Slowenien bis ins Finale gegen die Niederlande, wo man erst im Elfmeterschießen unterlag. Am 14. November 2012 feierte er sein Debüt in der U-18-Nationalmannschaft beim 3:0-Sieg gegen die U-18 Italiens. Am 14. August 2013 feierte er sein Debüt in der U-19-Nationalmannschaft bei der 3:2-Niederlage gegen Ungarns U-19. Mit der U-19-Auswahl wurde er 2014 Europameister.
Bis zu seinem Wechsel zu Schalke 04 spielte Itter in den Juniorennationalmannschaften nur als rechter Außenverteidiger. Danach agierte er auch im rechten Mittelfeld und im defensiven Mittelfeld.

## Titel und Erfolge
Verein
- Westfalenpokalsieger U-19: 2014
- Westdeutscher Meister U-19: 2014
- DFB-Junioren-Vereinspokal-Finalist: 2014

Nationalmannschaft
- U-17-Vize-Europameister: 2012
- U-19-Europameister: 2014

Persönliche Auszeichnungen
- Fritz-Walter-Medaille in Bronze: 2012 (U-17)